# Clarence River (Nive River)
Der Clarence River ist ein Fluss im Westen des australischen Bundesstaates Tasmanien.

## Geografie

### Flusslauf
Der etwas mehr als 21 Kilometer Fluss entsteht in der Clarence Lagoon südlich des Walls-of-Jerusalem-Nationalparks. Von dort fließt er zunächst nach Süden und unterquert den Lyell Highway (A10). Dann wendet er seinen Lauf nach Südosten und mündet rund vier Kilometer südwestlich von Brontë in den Nive River.

### Durchflossene Seen
- Clarence Lagoon – 962 m[1]